# Tranvia Udine-Tarcento
La tranvia Udine-Tarcento, costruita nel 1915 fino a Tricesimo e prolungata al capolinea di Tarcento nel 1927, rappresentò per molti anni il "tram bianco" che collegava in maniera celere per i tempi le località della valle del torrente Torre con Udine e con la ferrovia Pontebbana.
Fortemente voluta da un noto imprenditore della zona ed esercita quale prolungamento suburbano della rete tranviaria urbana, la linea era elettrificata e presentò risultati di esercizio soddisfacenti fin quasi alla sua chiusura, avvenuta in un periodo nel quale si preferì orientare gli investimenti verso il trasporto su gomma.

## Storia

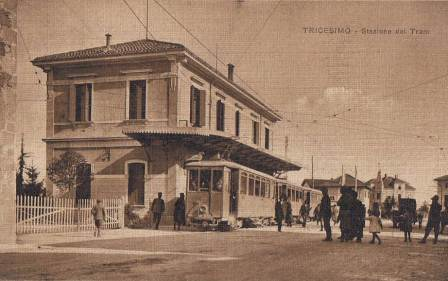
Tricesimo, la stazione tranviaria in una cartolina d'epoca anteriore al 1919

La storia della linea per Tricesimo e Tarcento è strettamente legata a quella delle tranvie urbane di Udine. Fra i promotori dell'utilizzo dell'energia idroelettrica nella regione, il celebre inventore Arturo Malignani si adoperò infatti per costituire nel 1906 la Società Friulana di Elettricità (SFE) con capitale di 2.000.000 lire che, grazie alla diga di Crosis e ad alcune tecnologie messe a punto dallo stesso Malignani, consentì di alimentare le prime utenze cittadine e di dar vita ad un moderno sistema di trasporto pubblico.
Nel 1908 presero il via le prime corse con i tram elettrici della SFE, che rilevarono il precedente servizio che dal 1887 era svolto con vetture ippotrainate su binari a scartamento ordinario.
Costruita a scartamento metrico e dotata del medesimo sistema di alimentazione a corrente continua 600 V, nel 1915 fu inaugurata la tranvia extraurbana Udine-Tricesimo, che si snodava lungo il percorso per il quartiere Chiavris incontrando successivamente Paderno, Feletto, Branco e Tavagnacco, la quale aveva il capolinea nord in località Bivio Collalto.
Nel 1927 si completò l'impianto, realizzando il prolungamento fino al centro di Tarcento, in posizione dunque relativamente distante rispetto all'omonima stazione ferroviaria posta sulla ferrovia Pontebbana. Tale tratta richiese la costruzione di un'opera di scavalcamento della stessa ferrovia.
Durante la prima guerra mondiale la città assunse una notevole importanza logistica, per la sua posizione alle spalle del fronte e per il facile collegamento rappresentato dalla tranvia.
Tra le due guerre Tarcento esercitò una notevole attrattiva turistica favorita proprio dalla costruzione del "tram bianco", come venne soprannominato dai locali.
Superata anche la seconda guerra mondiale pur con alcuni danni, la società esercente (nel frattempo, nell'ottobre 1923, l'esercizio era passato dalla SFE alla controllata Società Tramvie del Friuli) continuò a registrare buoni risultati di esercizio ed un sostanziale pareggio di bilancio; tuttavia il clima poco favorevole agli investimenti nei sistemi su ferro già nel 1952 portò alla chiusura dell'ultima tranvia cittadina, non risparmiò neppure il "tram bianco": il 31 dicembre 1956 chiuse la tratta Tricesimo-Tarcento e il 6 marzo 1959 la Branco-Tricesimo; l'ultima corsa avvenne alle ore 21:15 del 9 agosto 1959 con partenza da Branco. La linea fu smantellata nei due mesi successivi.

## Caratteristiche tecniche
|  |  |  | Continuation backward |

|  |  |  | Station on track | Unknown route-map component "uexKBHFa" |

|  |  |  | Straight track | Unknown route-map component "uexHST" |

|  | Unknown route-map component "uexSTR+l" | Unused transverse waterway | Unknown route-map component "emKRZu" | Unknown route-map component "uexSTRr" |

|  | Unknown route-map component "uexHST" |  | Straight track |  |

|  | Unknown route-map component "uexHST" | Unknown route-map component "exSTR+l" | Unknown route-map component "eABZgr" |  |

|  | Unused straight waterway | Unknown route-map component "exBHF" | Straight track |  |

|  | Unknown route-map component "uexHST" | Unknown route-map component "exSTRl" | Unknown route-map component "eABZg+r" |  |

|  | Unknown route-map component "uexBHF" |  | Stop on track |  |

|  | Unknown route-map component "uexHST" |  | Straight track |  |

|  | Unknown route-map component "uexHST" |  | Straight track |  |

|  | Unknown route-map component "uexHST" |  | Straight track |  |

|  | Unknown route-map component "uexHST" |  | Straight track |  |

|  | Unknown route-map component "uexHST" |  | Straight track |  |

|  | Unused straight waterway |  | Unknown route-map component "ABZgl" | Unknown route-map component "CONTfq" |

| Unknown route-map component "uexCONTgq" | Unknown route-map component "uexABZg+r" |  | Straight track |  |

|  | Unknown route-map component "uexBHF" |  | Straight track |  |

|  | Unknown route-map component "uexHST" |  | Straight track |  |

|  | Unknown route-map component "uexHST" |  | Straight track |  |

|  | Unknown route-map component "uexHST" |  | Straight track |  |

|  | Unknown route-map component "uexKBHFe" |  | Straight track |  |

| Unknown route-map component "CONTgq" | Station on transverse track | Transverse track | Unknown route-map component "ABZqr+r" |  |

La tranvia, costruita a scartamento metrico ed elettrificata in corrente continua a 600 V c.c. come la restante rete urbana, risultava lunga complessivamente 18,949 chilometri.

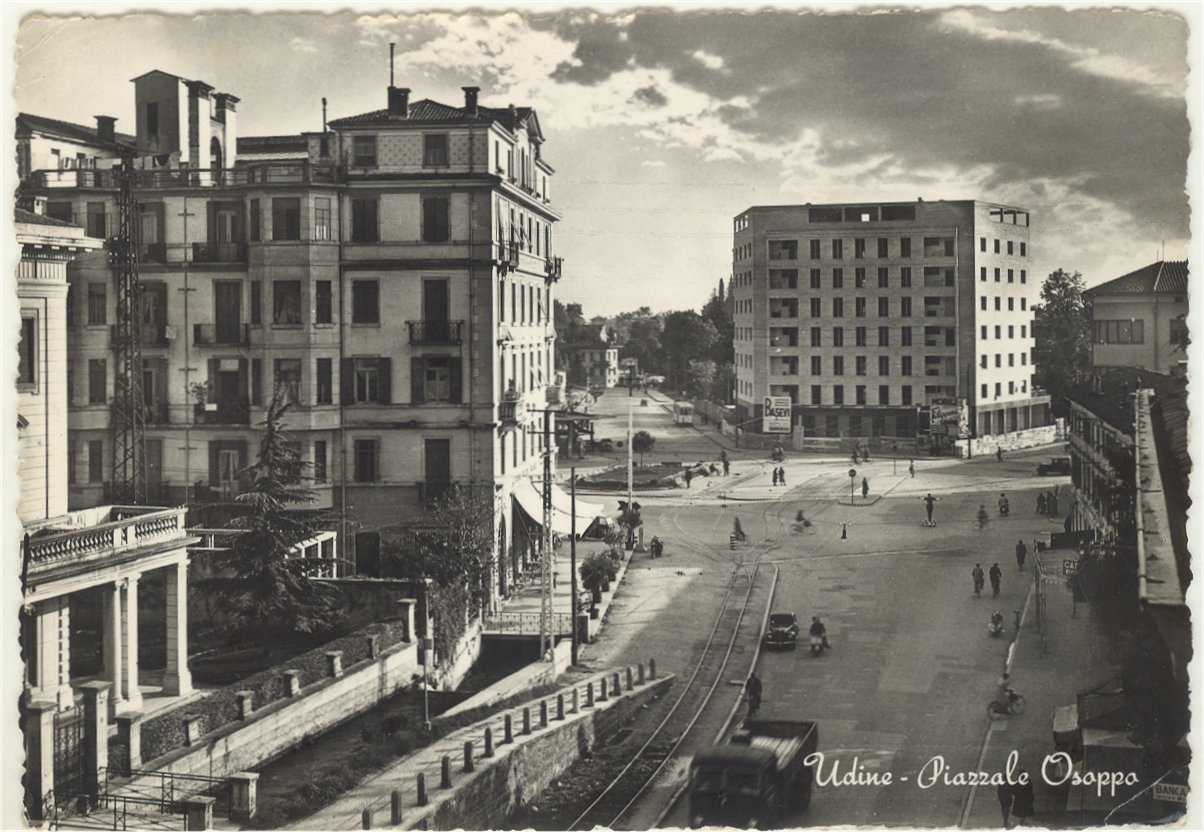
Piazzale Osoppo in una cartolina d'epoca: in primo piano il binario comune con la tranvia per San Daniele

Partiti da piazzale Osoppo, i convogli si dirigevano per un tratto lungo la strada statale 13 Pontebbana, per poi separarvisi allo scopo di servire i paesi di Feletto, Branco, Tavagnacco e Tricesimo utilizzando ampi tratti in sede propria o seguendo preesistenti strade campestri.
Attraversato il centro di Tricesimo, veniva poi seguita nuovamente, lungo il margine destro, la strada statale fino Collalto, piegando poi a destra e sovrappassando la ferrovia Pontebbana con un'opera demolita in occasione del raddoppio di quest'ultima. Attraversate le frazioni di Segnacco e Molinis, il tram giungeva dunque al capolinea di Tarcento.
La durata complessiva del viaggio si attestava attorno ai 50-55 minuti.
Il deposito-officina principale della tranvia era ubicato a Udine in via Caccia 25 ed era comune con quello della rete urbana; nemesi storica, nella medesima area sorge oggi un autosilo. Era inoltre presente una rimessa a Tricesimo, nelle immediate adiacenze dell'ormai demolito fabbricato viaggiatori tranviario.

## Materiale rotabile
Per l'esercizio della tranvia, la gestione Malignani acquisì nel 1915 dalla Carminati & Toselli e dalle Officine di Savigliano 3 elettromotrici tranviarie numerate 18, 19 e 20, oltre a 3 rimorchiate a 2 assi numerate 22, 23 e 24, 2 carri chiusi a 2 assi numerati 25 e 26 e 4 carri a sponde basse a 2 assi numerati 27, 28, 29 e 30; nel 1916 fu acquisita dalle Officine di Savigliano un'ulteriore elettromotrice tranviaria (numerata 21) e 4 rimorchiate a 2 assi numerate 31, 33, 34 e 35.
Nel 1940 furono potenziate le tre elettromotrici Savigliano acquistate nel 1915-16, mentre nel 1943 la gestione Tranvie del Friuli acquistò dalla dismessa tranvia Ospedaletti-Sanremo-Taggia 2 elettromotrici tranviarie numerate 61 e 62 (costruite dalla Carminati & Toselli nel 1927) e 2 rimorchiate numerate 43 e 44 (costruite dalle Officine Elettroferroviarie Tallero nel 1927). Due rimorchiate (costruite originariamente per servizi funebri sulla rete tranviaria di Milano) furono rilevate dalla ferrovia Genova-Casella nel 1946; due ulteriori rimorchiate, acquisite nel 1954, provenivano dalla rete tranviaria di Bergamo.
Verniciati in un elegante livrea bianca, che li distingueva dai convogli diretti a San Daniele, verniciati in verde, tali tram risultarono fortemente caratterizzati e fecero parte integrante del paesaggio di una porzione del Friuli.

### Materiale rotabile - tabella di sintesi
| Tipo                   | Unità | Anno di acquisizione | Costruttore         | Note                                                                              |
| ---------------------- | ----- | -------------------- | ------------------- | --------------------------------------------------------------------------------- |
| Elettromotrice         | 18    | 1915                 | Carminati & Toselli |                                                                                   |
| Elettromotrici         | 19÷21 | 1915-16              | SNOS                | Potenziate nel 1940 con l'installazione di quattro motori (originariamente a due) |
| Elettromotrici         | 61÷62 | 1943                 | Carminati & Toselli | Costruite nel 1927 per la tranvia Ospedaletti-Sanremo-Taggia                      |
| Rimorchiate a due assi | 22÷24 | 1915                 |                     |                                                                                   |
| Rimorchiate a due assi | 31÷35 | 1916                 | SNOS                |                                                                                   |
| Rimorchiate a carrelli | 43÷44 | 1943                 | OEFT                | Costruite nel 1927 per la tranvia Ospedaletti-Sanremo-Taggia                      |
| Rimorchiate a carrelli |       | 1946                 |                     | Provenienti dalla ferrovia Genova-Casella                                         |
| Rimorchiate a carrelli |       | 1954                 |                     | Provenienti dalla rete tranviaria di Bergamo                                      |
| Carri merci chiusi     | 25÷26 | 1915                 |                     |                                                                                   |
| Carri merci aperti     | 27÷30 | 1915                 |                     |                                                                                   |